# Madagascar Pro League 2024-2025
La Madagascar Pro League 2024-2025 è stata la 62ª edizione della massima serie del campionato di calcio malgascio, la sesta con la nuova denominazione. Il campionato è iniziato il 30 novembre 2024 ed è terminato il 13 luglio 2025. La squadra campione in carica era il Disciples.
La competizione è stata vinta dall'Elgeco Plus, al suo terzo titolo nazionale.

## Stagione

### Novità
Al termine della stagione precedente sarebbero dovute retrocedere Ajesaia e Inate Rouge, ultime due classificate dei rispettivi gironi. Tuttavia KFCA e Dato FC non si sono reiscritte al campionato, venendo retrocesse, con Ajesaia e Inate Rouge che sono state ripescate. Al loro posto dalla Ligue des Champions sono state promosse Avenir Sainte Anne e Theo Sava, prime due classificate.
In aggiunta, il campionato ha adottato nuovamente una formula su due anni solari, dopo che l'edizione 2024 era stata giocata su singolo anno.

### Formula
Le 16 squadre partecipanti giocano un girone all'italiana con gare di andata e ritorno, per un totale di 30 giornate. Al termine di esse le prime 8 classificate ottengono la qualificazione alla fase finale, un torneo a eliminazione diretta composto da quarti di finale, semifinali e finale per determinare la squadra campione del Madagascar, che ottiene anche la qualificazione per la CAF Champions League 2025-2026. Non sono previste retrocessioni. 

## Squadre partecipanti
| Club               | Città            | Stagione precedente              |
| ------------------ | ---------------- | -------------------------------- |
| 3FB Toliara        | Atsimo Andrefana | Semifinale dei play-off          |
| Ajesaia            | Antananarivo     | 8° in Conférence Nord. ripescato |
| ASA Diana          | Antsiranana      | Quarto di finale dei play-off    |
| Avenir Sainte Anne | Antananarivo     | Ligue des Champions              |
| CFFA               | Antananarivo     | 5° in Conférence Sud             |
| COSFAP             | Antananarivo     | 6° in Conférence Nord            |
| Disciples          | Itasy            | Campione di Madagascar           |
| Elgeco Plus        | Antananarivo     | Ligue des Champions              |
| Fanalamanga        | Ambatondrazaka   | Quarto di finale dei play-off    |
| Fosa Juniors       | Mahajanga        | Quarto di finale dei play-off    |
| Inate Rouge        | Antsirabe        | 8° in Conférence Sud. ripescato  |
| Mama FCA           | Antananarivo     | 6° in Conférence Sud             |
| Theo Sava          | Antalaha         |                                  |
| Tsaramandroso      | Tsaramandroso    | Quarto di finale dei play-off    |
| USCA Foot          | Antananarivo     | 5° in Conférence Nord            |
| Zanak'Ala          | Fianarantsoa     | Semifinale dei play-off          |

## Prima fase
|  | Pos. | Squadra            | Pt | G  | V | N | P | GF | GS | DR  |
|  | ---- | ------------------ | -- | -- | - | - | - | -- | -- | --- |
|  | 1.   | Fosa Juniors       | 26 | 11 | 8 | 2 | 1 | 16 | 4  | +12 |
|  | 2.   | Fanalamanga        | 25 | 11 | 8 | 1 | 2 | 14 | 4  | +10 |
|  | 3.   | Disciples          | 23 | 11 | 7 | 2 | 2 | 15 | 6  | +9  |
|  | 4.   | Elgeco Plus        | 20 | 11 | 5 | 5 | 1 | 14 | 8  | +6  |
|  | 5.   | Ajesaia            | 17 | 11 | 4 | 5 | 2 | 16 | 10 | +6  |
|  | 6.   | COSFAP             | 17 | 11 | 5 | 2 | 4 | 20 | 15 | +5  |
|  | 7.   | CFFA               | 14 | 11 | 4 | 2 | 5 | 15 | 13 | +2  |
|  | 8.   | Mama FCA           | 10 | 11 | 2 | 4 | 5 | 8  | 11 | -3  |
|  | 9.   | Inate Rouge        | 10 | 11 | 2 | 4 | 5 | 13 | 17 | -4  |
|  | 10.  | USCA Foot          | 9  | 11 | 2 | 3 | 6 | 8  | 12 | -4  |
|  | 11.  | Avenir Sainte Anne | 6  | 11 | 1 | 3 | 7 | 10 | 20 | -10 |
|  | 12.  | Tsaramandroso      | 3  | 11 | 0 | 3 | 8 | 6  | 35 | -29 |
|  | ---  | 3FB Toliara        |    |    |   |   |   |    |    |     |
|  | ---  | ASA Diana          |    |    |   |   |   |    |    |     |
|  | ---  | Theo Sava          |    |    |   |   |   |    |    |     |
|  | ---  | Zanak'Ala          |    |    |   |   |   |    |    |     |

Legenda:
      Ammessa ai Play-off.

## Fase finale

### Quarti di finale
Gare di andata disputate dal 17 al 18 maggio, gare di ritorno disputate dal 31 maggio al 1° giugno.
| Squadra 1 | Totale          | Squadra 2    | Andata | Ritorno |
| --------- | --------------- | ------------ | ------ | ------- |
| Mama FCA  | 2 - 2 (4-2 dtr) | Fosa Juniors | 1 - 1  | 1 - 1   |
| Ajesaia   | 0 - 1           | Elgeco Plus  | 0 - 1  | 0 - 0   |
| COSFA     | 2 - 0           | Disciples    | 2 - 0  | 0 - 0   |
| CFFA      | 1 - 1 (9-8 dtr) | Fanalamanga  | 1 - 0  | 0 - 1   |

### Semifinali
| Squadra 1 | Totale | Squadra 2   | Andata | Ritorno |
| --------- | ------ | ----------- | ------ | ------- |
| CFFA      | 4 - 5  | COSFA       | 2 - 4  | 2 - 1   |
| Mama FCA  | 3 - 5  | Elgeco Plus | 0 - 3  | 3 - 2   |

### Finale
| Squadra 1 | Risultato | Squadra 2   |
| --------- | --------- | ----------- |
| COSFA     | 0 - 3     | Elgeco Plus |